# Bóg Ojciec

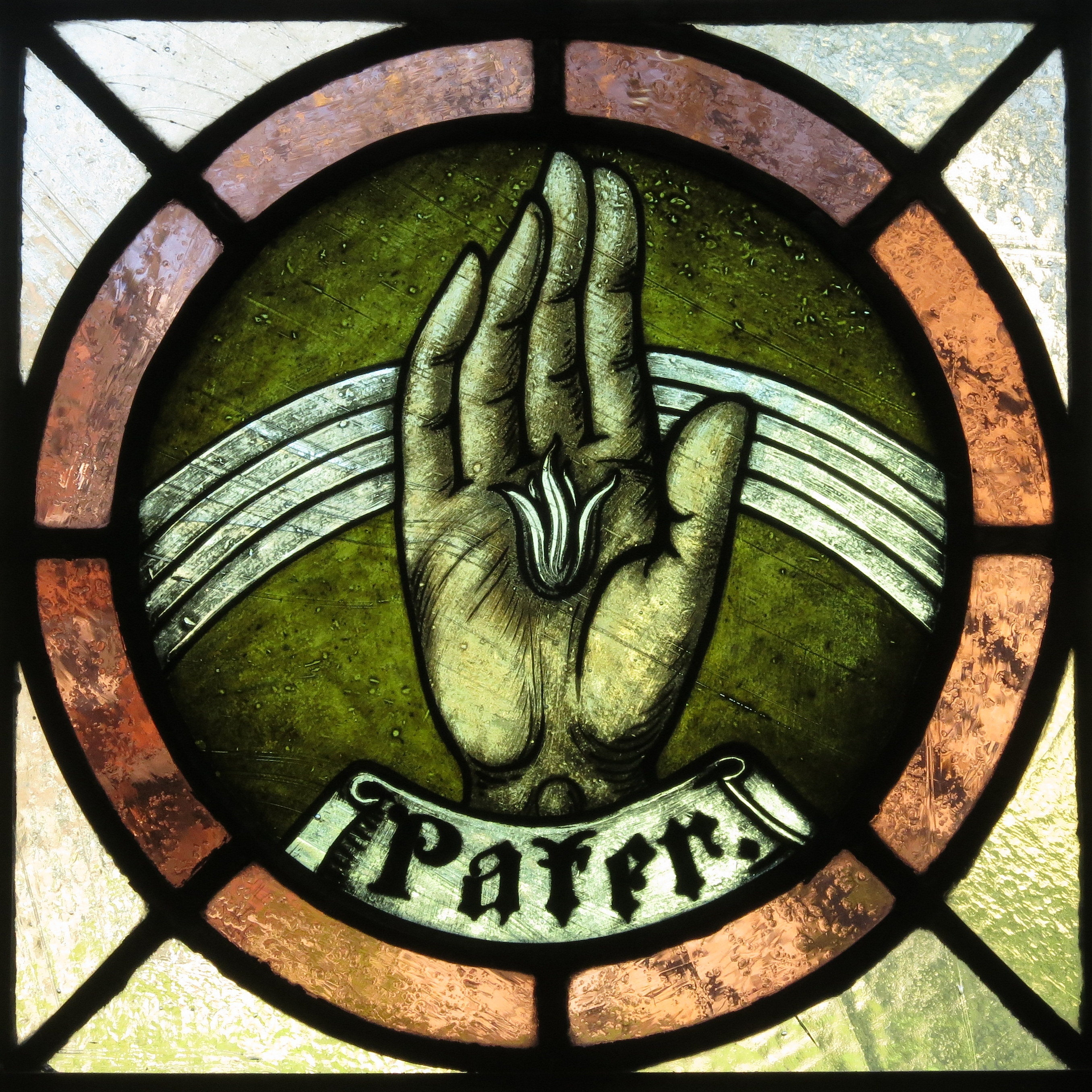
Mount Vernon, Ohio, USA – witraż Pater odnoszący się do Boga Ojca w kościele pw. św. Wincentego à Paulo

Bóg Ojciec (łac. Deus Pater), określany też jako Pan Bóg – pierwsza Osoba Trójcy Świętej, czczona  (łac. Latriae cultus) przez większość wyznań chrześcijańskich. Jest tożsamy z jedynym Bogiem judaizmu, pierwotnie postrzegany głównie jako srogi, lecz sprawiedliwy sędzia. Chrześcijańska tradycja wschodnia (bizantyjska) wyklucza przedstawianie Boga Ojca na ikonach, zaś w tradycji zachodniej upowszechniły się liczne obrazy, rzeźby itp. przedstawiające Boga Ojca zwykle jako brodatego starca, choć praktyka ta nie ma uzasadnienia biblijnego.

## Wyjaśnienie teologiczne
Według teologii części chrześcijaństwa, która przyjmuje wiarę w Trójcę Świętą, jest on Ojcem drugiej Osoby Trójcy, czyli Słowa Bożego (Logos) wcielonego w człowieka Jezusa Chrystusa – „z Ojca zrodzonego przed wszystkimi wiekami, zrodzonego, nie stworzonego”. Od Ojca i Syna (według prawosławia od Ojca przez Syna) pochodzi trzecia Osoba Trójcy – Duch Święty. Bóg Ojciec, Syn Boży i Duch Święty to jedna substancja – Bóg, ale równocześnie trzy oddzielne Osoby (hipostazy). Poprzez stworzenie człowieka, a następnie wcielenie Jezusa Chrystusa i odkupienie ludzkości, Bóg Ojciec jest również określany przez chrześcijan jako „Ojciec” wszystkich ludzi.

## Objawienia Boga Ojca
Jedyne oficjalnie uznane przez Kościół katolicki objawienia Boga Ojca to orędzia przekazane włoskiej zakonnicy, s. Eugenii Ravasio w 1932 roku, skierowane do chrześcijan, papieża, lokalnego biskupa i całej ludzkości. Głównym tematem tych orędzi (pełny tekst) jest ukazanie czułej ojcowskiej miłości Boga do ludzi, przeciwstawionej fałszywemu obrazowi Ojca „strasznego”, utrwalającemu „przesadny lęk” wobec Boga i „źle pojęty szacunek”, który „nie dopuszcza zażyłości” i jest „raną zadawaną Sercu Bożemu”. W świetle orędzi praktycznie cała ludzkość nie znała właściwie Boga, który jest „Oceanem Miłości Miłosiernej” i mówił: Pragnę, aby ludzie mnie poznali i odczuwali, że jestem blisko każdego z was. Polecał też, żeby całe duchowieństwo zobowiązało się rozwijać ten kult, a przede wszystkim, by pomagało ludziom poznać Mnie takim jaki jestem i jaki zawsze będę blisko nich, to znaczy Ojcem najczulszym i najbardziej kochającym ze wszystkich ojców. Szczególnym wezwaniem zawartym w orędziach jest, by liturgicznym ukoronowaniem kultu Boga Ojca w Kościele katolickim było osobne święto ku Jego czci. Ma ono być obchodzone w pierwszą niedzielę sierpnia lub 7 sierpnia.

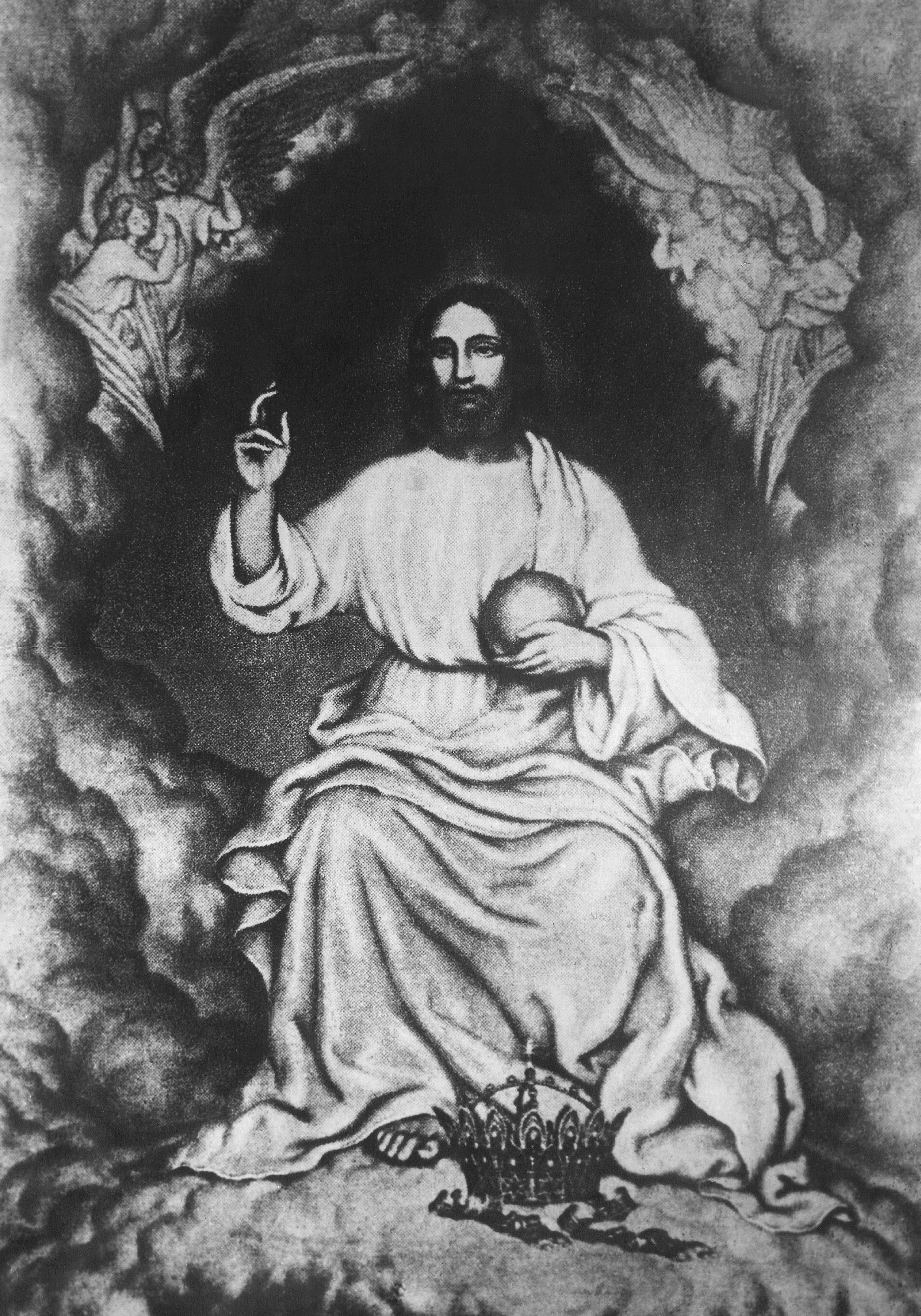
Obraz Boga Ojca według wizji s. Eugenii Ravasio (kopia, ok. 1936)

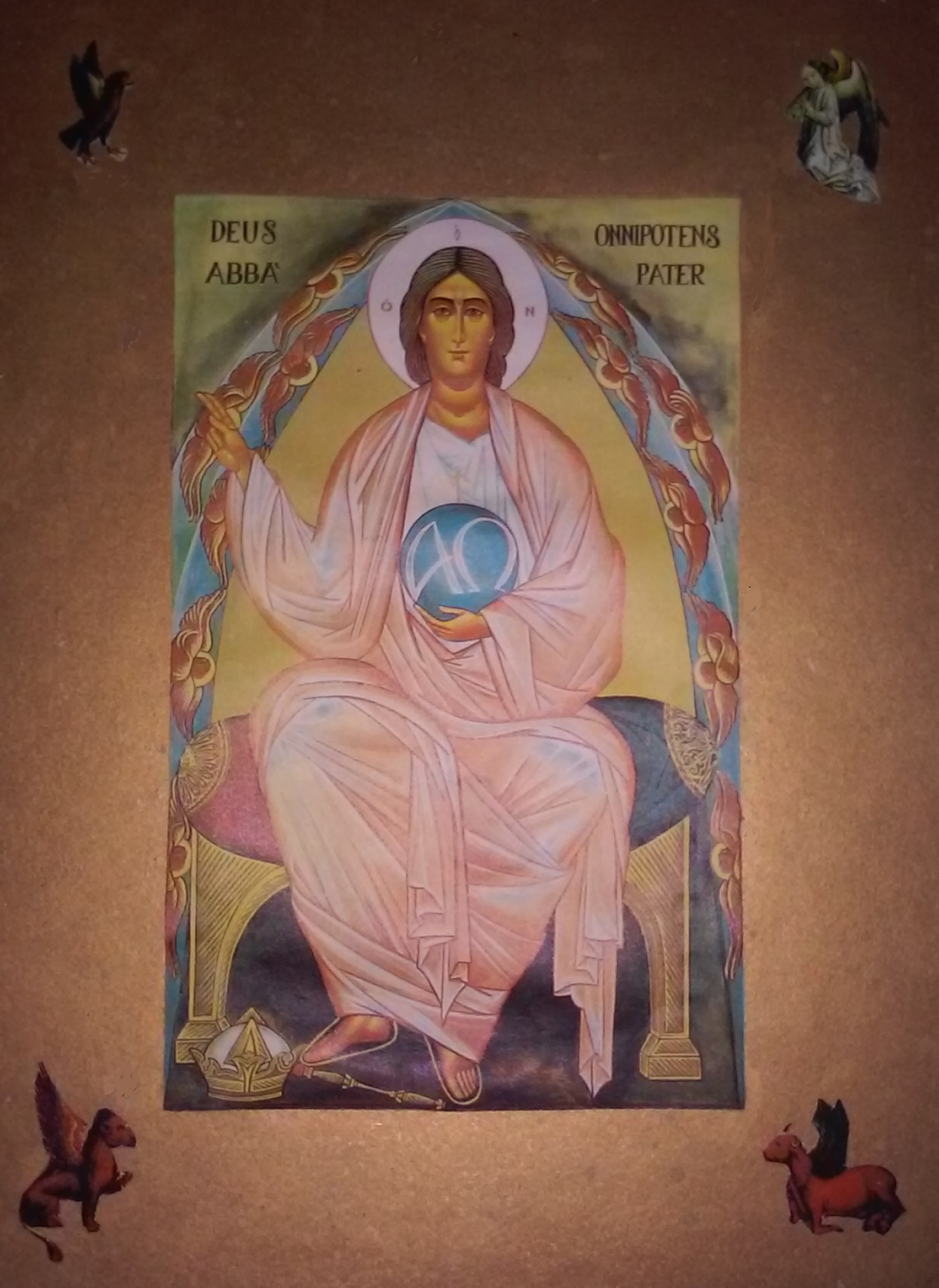
Ikona Boga Ojca propagowana od 1994 roku (obramowanie jest dodatkiem autora kopii)

Siostra Eugenia Ravasio otrzymała także wizję namalowanego obrazu Ojca oraz zachętę, aby rodziny posiadały taki wizerunek, by przypominał im ich dobrego i bliskiego Ojca, gotowego udzielać wszystkiego, o co poproszą. Z polecenia przełożonej w 1935 roku s. Eugenia zleciła anonimowemu malarzowi wykonanie obrazu Boga Ojca o ciemnych oczach i włosach, bez brody, zgodnie z wizją (wg jednego z orędzi nie jestem ani „młodszy” ani „starszy” od Mego Syna i Ducha Świętego!). Brak zarostu stał się jednak powodem zgorszenia i negatywnej opinii władz kościelnych. Z tego okresu zachowała się tylko słabej jakości kopia tego obrazu, z domalowaną brodą. 
W latach 1934–1935 objawienia te badała komisja teologiczna, z pozytywnym rezultatem. Pomimo wcześniejszych licznych trudności w klasztorze, w 1934 roku siostra Eugenia została mistrzynią nowicjatu, a w 1936 roku matką generalną zgromadzenia, którą pozostała do 1947 roku, prowadząc działalność misyjną w Afryce, szczególnie wśród trędowatych. Po tym okresie spotkały ją prześladowania z powodu fałszywych zarzutów innej zakonnicy. Musiała zrezygnować z funkcji przełożonej, a w 1953 roku opuścić swoje zgromadzenie zakonne. Później m.in. opiekowała się sierotami, zakładała świeckie wspólnoty i organizowała wsparcie dla najuboższych. Do końca życia wspierali ją przyjaciele, m.in. kapucyn, o. Andrea D’Ascanio, który z polecenia swoich kierowników duchowych (m.in. św. ojca Pio) założył i prowadził ruch apostolski dzieci Biała Armia. Jeszcze za życia siostry Eugenii, w 1982 roku, opublikował on szkic jej biografii (drugie wydanie w 1989). 
W 1994 roku, już po jej śmierci, ikonografka Lia Gladiolo z Padwy wykonała na zlecenie o. Andrei D'Ascanio ikonę Boga Ojca, zainspirowaną tymi objawieniami. Od tego czasu ikona ta jest kopiowana i rozpowszechniana jako „wykonana na podstawie wizji s. Eugenii”. Przedstawia Pierwszą Osobę Trójcy Świętej jako młodego mężczyznę bez brody (by wyrazić wieczną młodość), o pogodnej twarzy, w różowych szatach, siedzącego na prostym tronie i trzymającego w lewej ręce kulę ziemską, zaś korona i berło leżą u Jego stóp. Symbolika tej ikony jest przedmiotem dyskusji teologicznych.

## Fresk z Kaplicy Sykstyńskiej przedstawiający Boga Ojca, galeria

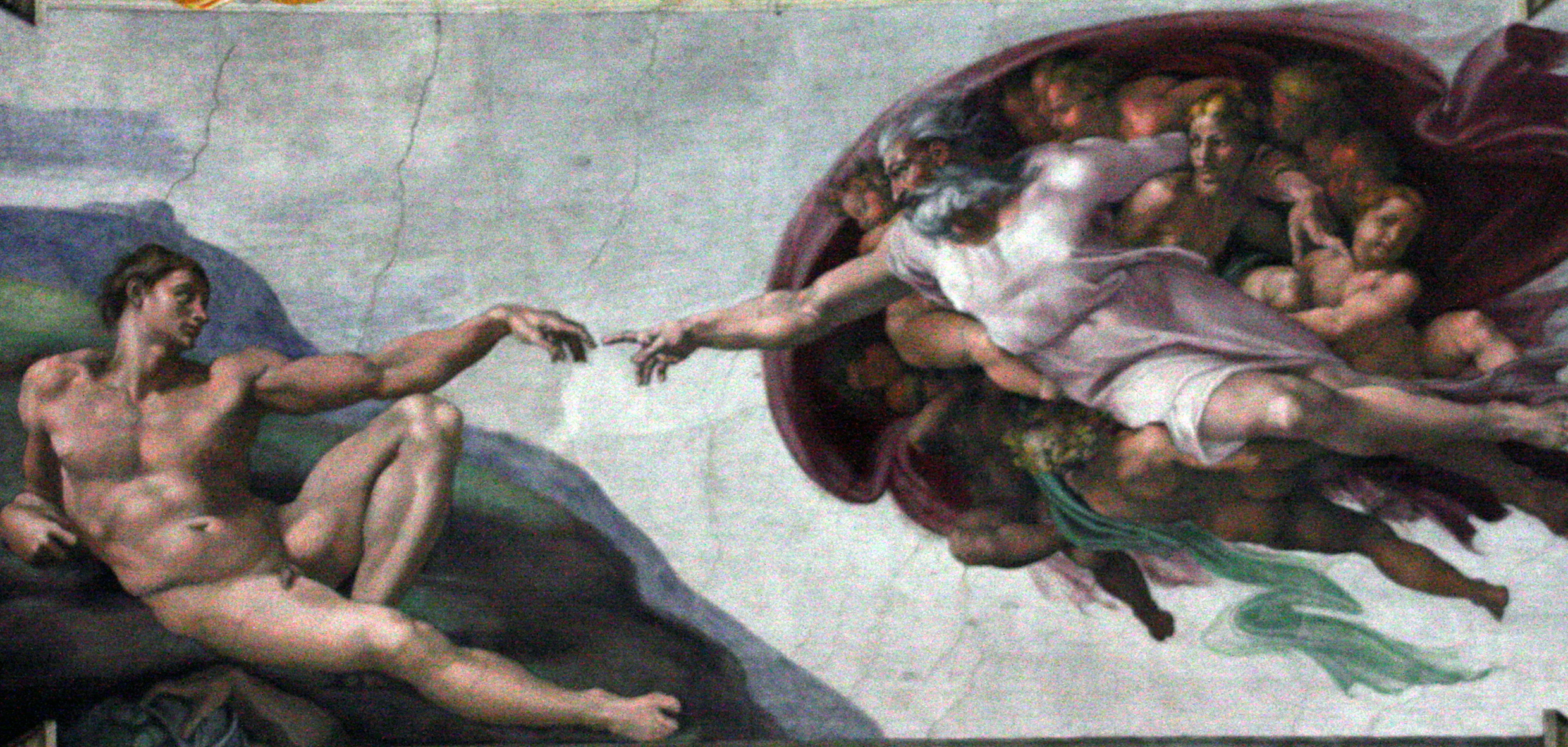
Stworzenie Adama
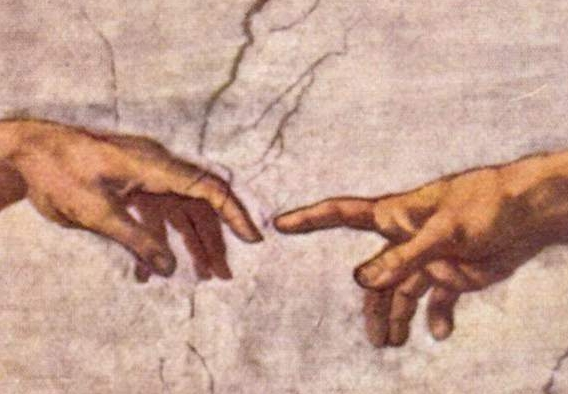
Od lewej: Lewa ręka Adama i prawa ręka Boga Ojca.
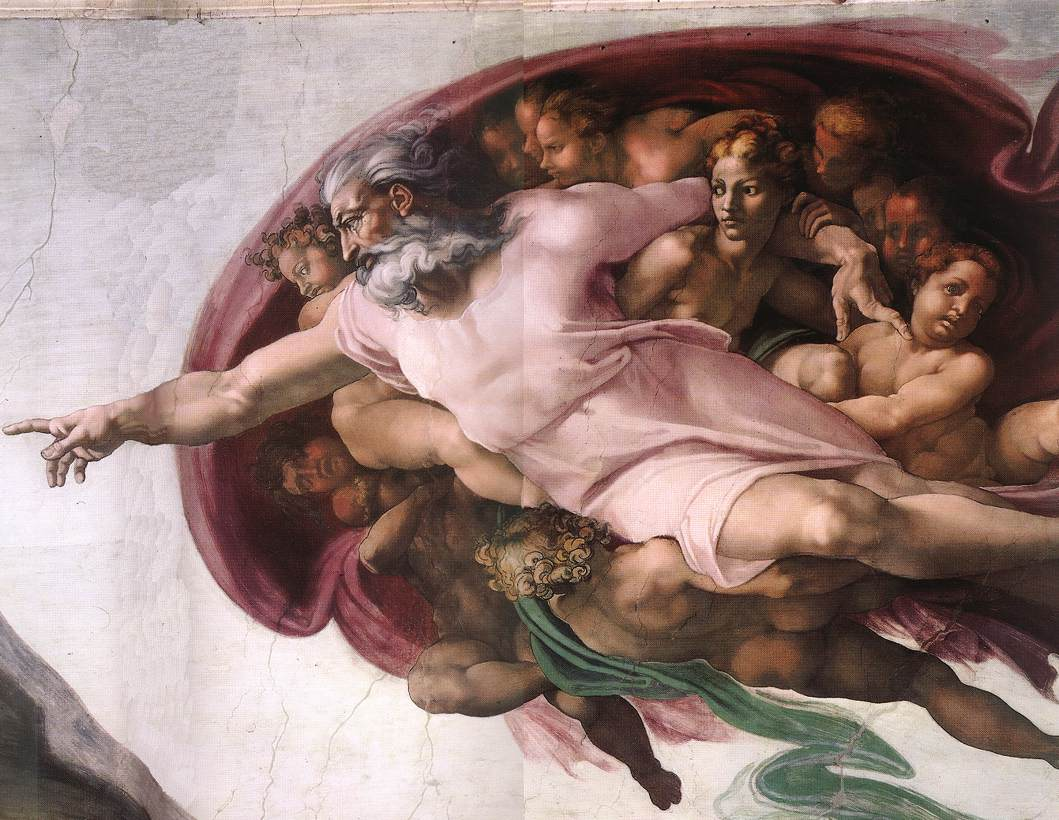
Bóg Ojciec otoczony przez putta
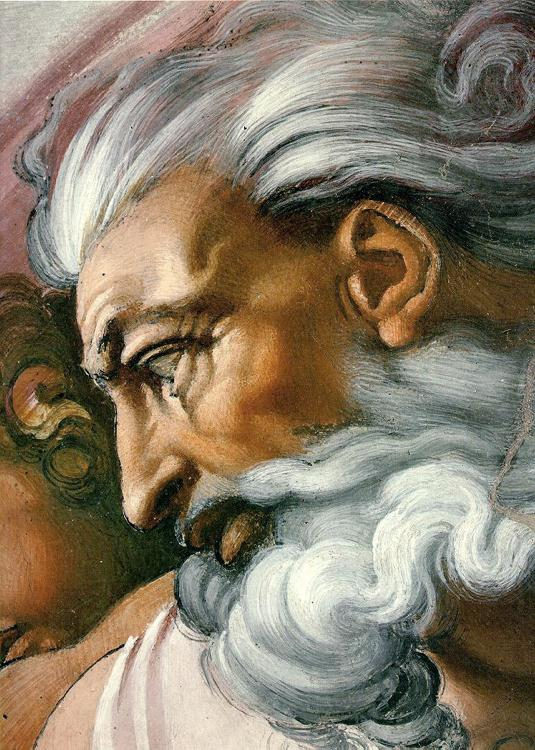
Detale twarzy Boga Ojca w Stworzeniu Adama

Więcej przykładów malarskich przedstawień Boga Ojca można zobaczyć tutaj.